# Phelotrupes davidis
Phelotrupes davidis är en skalbaggsart som beskrevs av Deyrolle 1878. Phelotrupes davidis ingår i släktet Phelotrupes och familjen tordyvlar. Inga underarter finns listade i Catalogue of Life.